# تونس في الألعاب الأولمبية الصيفية 2008
شاركت تونس في الألعاب الأولمبية الصيفية 2008 في بكين ( الصين). وهذه مشاركتها الثانية عشر في الألعاب الأولمبية الصيفية. حيث لعب 27 رياضيا في عشرة رياضات مختلفة وكلها فردية.

## الميداليات
| الرياضة           | الصنف                   | الرياضي       | التوقيت  |
| ميدالية ذهبية : 1 |                         |               |          |
| السباحة           | 1٬500 متر سباحة حرة (H) | أسامة الملولي | 14:40.84 |

## كرة المضرب
| الرياضي (ة) | الحدث        | دور الـ64                                | دور الـ32     | دور الـ16     | ربع النهائي   | نصف النهائي   | النهائي / م.ب. | النهائي / م.ب. |
| الرياضي (ة) | الحدث        | الخصم النتيجة                            | الخصم النتيجة | الخصم النتيجة | الخصم النتيجة | الخصم النتيجة | الخصم النتيجة  | الترتيب        |
| ----------- | ------------ | ---------------------------------------- | ------------- | ------------- | ------------- | ------------- | -------------- | -------------- |
| سليمة صفر   | فردي السيدات | كارولين فوزنياكي (الدنمارك) · L 4–6, 1–6 | لم تتأهل      | لم تتأهل      | لم تتأهل      | لم تتأهل      | لم تتأهل       | لم تتأهل       |

## رفع الأثقال
| الرياضي (ة)  | الحدث        | الخطف   | الخطف   | النتر   | النتر   | المجموع | الترتيب |
| الرياضي (ة)  | الحدث        | النتيجة | الترتيب | النتيجة | الترتيب | المجموع | الترتيب |
| ------------ | ------------ | ------- | ------- | ------- | ------- | ------- | ------- |
| خليل معاوية  | رجال −56 كغ  | 126     | 7       | 142     | ل.ي     | 126     | ل.ي     |
| حنان الورفلي | سيدات −63 كغ | 80      | 17      | 95      | 16      | 175     | 16      |